# Joseph Oduho
Joseph Oduho Haworu (1927-1993) fou un polític i militar sudanès nascut el 1927 a Lobira a uns 70 km a l'est de Torit, capital d'Equatòria Oriental. Era d'ètnia Otuho. Va estudiar a la Isoke Catholic Diocese Elementary School, a Ikotos County, el 1937, a la Okaru Intermediate School i a la Rumbek Secondary School Pioneer Students. Va estudiar després a Nyapeya a Uganda i més tard encara a Bakht Al Ruda Teacher's Institute on es va graduar com a mestre el 1950. Va treballar a les escoles de Maridi, Okaru i Palotaha com a director. Era a Maridi quan fou arrestat després del motí de Torit (agost del 1955). Fou acusat de conspiració i sentenciat a mort però fou alliberat després de l'amnistia que va seguir la independència l'1 de gener del 1956.
El desembre de 1960, junt amb Saturnino Ohure, Ferdinand Adiang, William Deng Nhial, Alexis Bakumba i altres, va fugir de Sudan i va travessar la frontera cap a Uganda i el Congo. A l'exili Oduho va formar el 1962 la Sudan African Closed Districts National Union (SACDNU) que el 1964 va esdevenir la Sudan African National Union (SANU) i en va ser el primer president. Fou arrestat per les autoritats ugandeses pels incidents a la convenció de Kampala del 14 d'octubre de 1964 (on fou derrotat per un vot) però alliberat (octubre de 1964).
El 1965 es va formar la SANU-exterior a Kampala oposada a la renúncia al dret a l'autodeterminació, i la SANU-Interior (al Sudan) dirigida per Deng. La SANU-exterior va quedar també fraccionada quan Josep Oduho va fundar el mateix 1965 el Front d'Alliberament d'Azània (FLA). Llavors es va rebatejar Front d'Alliberament Africà del Sudan (FAAS). L'agost de 1965 el FLA i el FAAS van restablir l'aliança i el desembre de 1965 es van unir sota la presidència d'Oduho (i Aggrey Jaden de vicepresident) amb el nom de Front d'Alliberament d'Azània]. Aquest moviment es va traslladar a l'interior del Sudan i va crear el govern provisional del Sud de Sudan (1967-1969) i el govern provisional del Nil (1969-1971) però amb poca incidència sobre el terreny on el principal comandant fou Emilio Tafeng, un dels que es va revoltar a Torit el 1955, i que va acabar revoltat contra els seus caps (vegeu Estat del Nil).
Oduho va viatjar pel món demanant suport a la seva causa, fins al febrer de 1972 quan es van signar els acords d'Addis Abeba. Llavors fou nomenat ministre d'habitatge i serveis públics del primer govern regional del Sud del Sudan (anomenat High Executive Council, HEC). Fou arrestat el 1975 acusat de complot però alliberat el 1976 en una amnistia del president Numeyri en el marc de la política de reconciliació nacional. Va participar en les eleccions del 1977 i va obtenir l'escó, i va recuperar un càrrec com a ministre de Cooperatives i desenvolupament rural, el 1978, lloc que va ocupar fins al 1980 per esdevenir després Ministre de Treball i Reformes Administratives (1980-1982). Fou també membre del comitè central de la Unió Socialista Sudanesa (SSU) el partit únic de Sudan
El 1982 es va iniciar un moviment per un sud descentralitzat amb el poder per cada una de les tres regions (Equatòria, Bahr Al Ghazal, Alt Nil) i Oduho s'hi va oposar i va acusar el govern de planificar aquest moviment per debilitar el sud. Fou arrestat però alliberat el 1983; llavors va fugir a Kenya i d'allí es va reunir amb els amotinats de Bor i Ayod dirigits per Kerubino Kwanyin Bol i William Nyon Bany.
Incorporat al SPLM/SPLA li fou encarregat el comitè polític i d'afers exteriors; va confeccionar les lleis penals i disciplinaries del SPLA el 1984. En aquest any va dirigir una delegació a Europa i al seu retorn fou arrestat per orde de Garang per motius no aclarits; el 1987 fou alliberat però li fou retirat el passaport; el 1988 (o 1989) fou arrestat altre cop i portat a una àrea aïllada a la muntanya Bona (Djamal Boma) on va romandre fins al 1991 quan fou alliberat per poder assistir a Lobira a l'enterrament del seu fill, el comandant Kizito Omiluk Oduho. Els seus conciutadans el van voler ajudar a fugir tot i que estava vigilat; les forces del SPLA li van ordenar retornar i com que s'hi va negar van obrir foc sobre els ciutadans i alguns van morir; Oduho va poder fugir. L'estiu del 1992 va formar part d'una nova facció del SPLA, juntament amb William Nyon Bany que després de la declaració de Kongor va integrar la facció SPLA-Unity (les forces de Nyon Bany foren conegudes com a Unity Forces).
En la seva fugida va arribar fins a la ciutat fronterera de Madi-Opei (on es va establir a la missió catòlica), entre Sudan i Uganda; allí va poder avisar el seu fill Ohiyok Oduho per anar-lo a rescatar. Ohiyok va demanar ajut a son oncle matern Paul Odiong Dominic, que vivia al Canada, que va contactar amb un mestre amic d'Oduho, Stores McCall que va mig finançar el lloguer d'un avió (l'altra meitat la va pagar el fill) que va aterrar a Kitgum a més de 50 km al nord de Madi-Opei; Ohiyok el va conduir des d'aquesta ciutat a l'aeròdrom i va evacuar el seu pare a Nairobi el febrer de 1993. Allí fou portat a l'hospital, on es va recuperar en quatre dies.
Ràpidament va organitzar, amb l'ajut de l'organització catòlica People For Peace In Africa, una conferència de reconciliació entre faccions a Nairobi. A la conferència foren invitades totes les faccions incloent la de Garang llavors coneguda com a SPLM/A-Torit, que no hi va voler assistir. Quan la conferència es va traslladar a Panyagor, a l'estat Jonglei, on s'havia d'anunciar la reunificació d'almenys quatre faccions i s'havia d'entrevistar amb Riek Machar, el SPLA-Torit els va atacar i Oduho va morir a l'atac. Algunes informacions diuen que fou agafat viu i executat. La data de la seva mort és el 27 de març del 1993.